# 37 mm/54 Breda Mod. 1932/1938/1939
37 mm/54 Mod. 1932/1938/1939 — 37-миллиметровое корабельное автоматическое зенитное артиллерийское орудие, разработанное в Италии силами компании Breda. Имело три основные модификации, отличавшиеся, главным образом, конструкцией артиллерийской установки. Предназначалось для Королевских ВМС Италии. Устанавливалось на множестве типов итальянских военных кораблей, являясь главным средством ближней ПВО флота во Второй мировой войне. Также применялась Королевской итальянской армией в версии на мобильном и стационарном лафетах.

## История создания
В 1930 году руководство Королевского итальянского флота выдвинуло задачу создание нового автоматического зенитного орудия, предназначенного для замены на кораблях производимого по лицензии устаревшего британского зенитного автомата «Пом-пом». Флоту требовалось автоматическое орудие калибра 37—40 мм под значительно более мощный патрон. Особо оговаривалось необходимость магазинного питания, представлявшегося более надёжным.

## Конструкция
Конструкция представляла собой масштабированный пулемёт Hotchkiss M1929. Автоматика орудия функционировала по газоотводной схеме с длинным ходом газового поршня. На орудиях спаренных установок газовый поршень располагался сбоку от ствола. Темп стрельбы задавался регулировкой газоотводного отверстия и мог составлять 60, 80 и 120 выстрелов в минуту. Питание производилось из шестизарядным обойм, вставлявшихся сверху.

## Производство
Темп выпуска итальянских 37-мм зениток был невысок, достигнув максимума в ноябре 1941 года, когда завод в Брешиа сумел сдать 21 пушку в месяц. На кораблях итальянского флота количество автоматов этого типа в годы войны было недостаточно. Наибольшее количество стволов зениток Бреда 37/54 несли новые линкоры типа «Литторио» — по 20 штук в спаренных установках модели 32 и 38.

## Модификации
Mod. 1932
Mod. 1938
Mod. 1939
Mod. 1941

## Применение
- линкоры типа «Конте ди Кавур».
- крейсера типов «Сан-Джорджо», «Капитани Романи», Джуссано, «Тренто», «Зара».
- эсминцы типов «Навигатори», «Ориани», «Сольдати».
- прототип штурмовика CANSA FC.20bis (модификация Model 39 37/45).

## Оценка проекта
Зенитный автомат 37 mm/54 Breda оказался, в целом, малоудачной конструкцией. Основным недостатком системы была очень сильная вибрация, особенно проявлявшаяся в спаренных установках. Это вынуждало итальянских зенитчиков вести неприцельный заградительный огонь. Зачастую они даже предпочитали стрелять не очередями, а сериями одиночных выстрелов. Боевая эффективность соответственно была невысока. Этот недостаток перекрывал все достоинства пушки, включавшие в себя весьма тяжёлый для 37-мм калибра снаряд, хорошие баллистические данные и значительная живучесть ствола. Удалось уменьшить вибрацию оружия на одинарной установке модели 1939 года, в которой, наконец, развернули орудие газоотводной трубкой вниз с подачей обоймы слева.

## Сопоставимые зенитные орудия
| Страна         | Тип                                                          | Скорострельность, выстр/мин | Масса снаряда       |
| -------------- | ------------------------------------------------------------ | --------------------------- | ------------------- |
| Италия         | Cannone-Mitragliera da 37/54 (Breda)                         | 60-120                      | 0,82 кг             |
| Германия       | 3,7 cm SK C/30                                               | 30                          | 0,74 кг             |
| Франция        | Canon de 37 mm Modèle 1925                                   | 15-21                       | 0,72 кг             |
| США            | 37 mm Gun M1                                                 | 120                         | 0,87 кг (1,9 фунта) |
| Германия       | 3.7 cm Flak 18/36/37/43                                      | 150                         | 0,64 кг             |
| СССР           | 37-мм автоматическая зенитная пушка образца 1939 года (61-К) | 80                          | 0,73 кг             |
| Великобритания | QF 2-pounder naval gun                                       | 115                         | 0,91 кг (2,0 фунта) |
| Швеция         | Bofors L60                                                   | 120                         | 0,9 кг              |